# Point chaud de Nouvelle-Angleterre
Le point chaud de Nouvelle-Angleterre, également nommé point chaud du Grand Météore, est un point chaud volcanique à la durée de vie longue, situé dans le nord de l'océan Atlantique. Sa manifestation éruptive la plus récente est le guyot du Grand Météore. Il est aussi probablement à l'origine d'une courte suite de monts sous-marins sur la plaque africaine, apparus vers le milieu ou la fin du Cénozoïque. Actuellement, il semble inactif.
La chaîne du point chaud de la Nouvelle-Angleterre est utilisée pour estimer le mouvement d'écartement de la plaque nord-américaine par rapport à la plaque africaine, à partir du début du Crétacé jusqu'à l'époque actuelle.

## Histoire géologique

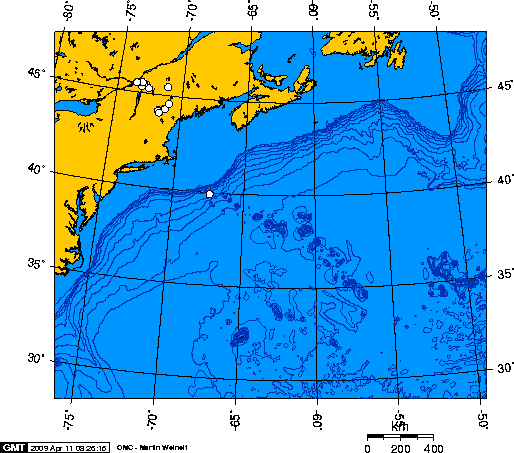
Une partie de la piste du point chaud de Nouvelle-Angleterre. Le point blanc le plus occidental est le mont Royal à Montréal ; le plus méridional, juste à côté de la plate-forme continentale, est le mont sous-marin Bear.

Il y a environ deux cents millions d'années, alors que l'océan Atlantique commençait à se former, la zone nord-ouest de l'actuelle baie d'Hudson se trouvait au dessus du point chaud. 
Environ cinquante millions d'années plus tard, l'océan Atlantique s'étant agrandi, le panache était sous l'actuel Ontario, créant de nombreux champs de kimberlite.
Il y a environ cent vingt-cinq millions d'années, le point chaud fut à l'origine des intrusions de magma des collines Montérégiennes, dans le sud du Québec. L'absence d'édifices volcaniques évidents à l'ouest de ces collines peut être due soit à l'impossibilité du panache de percer le bouclier canadien, soit au manque d'intrusions détectables, soit au renforcement du panache à l'approche des collines.
Environ vingt-cinq millions d'années plus tard, le point chaud créa les intrusions de magma des Montagnes Blanches dans le New Hampshire. 
Comme la plaque nord-américaine s'est déplacée vers l'ouest, il a créé la chaîne des monts sous-marins de la Nouvelle-Angleterre, il y a entre quatre-vingt et cent millions d'années. À cette période, il peut avoir été le septième ou huitième plus actif point chaud de l'époque.
Son activité a ensuite diminué, après avoir été à l'origine du mont sous-marin Nashville il y a environ quatre-vingt-trois millions d'années.
Le point chaud a créé ensuite les monts sous-marins de Corner Rise, il y a environ soixante-quinze millions d'années.
Il a enfin connu un regain d'activité volcanique après son passage sous la dorsale médio-atlantique, avec la formation de la chaîne des monts sous-marins Atlantis-Grand Météore, âgée de dix à vingt millions d'années.